# Юнацька збірна Англії з футболу (U-19)
Збірна Англії з футболу до 19 років (англ. England national under-19 football team) — національна футбольна збірна Англії, за яку мають право виступати гравці віком 19 років і молодше. Юнацька збірна перебуває під управлінням Футбольної асоціації Англії. Гравці збірної беруть участь в юнацькому чемпіонаті Європи.

## Статистика виступів на чемпіонатах Європи
| Рік   | Раунд                | М  | В  | Н  | П  | МЗ | МП |
| ----- | -------------------- | -- | -- | -- | -- | -- | -- |
| 2002  | Групова стадія       | 3  | 0  | 2  | 1  | 6  | 7  |
| 2003  | Групова стадія       | 3  | 1  | 0  | 2  | 3  | 5  |
| 2004  | Елітний раунд        | —  | —  | —  | —  | —  | —  |
| 2005  | Фінал                | 5  | 2  | 2  | 1  | 9  | 8  |
| 2006  | Елітний раунд        | —  | —  | —  | —  | —  | —  |
| 2007  | Елітний раунд        | —  | —  | —  | —  | —  | —  |
| 2008  | Групова стадія       | 3  | 1  | 1  | 1  | 3  | 2  |
| 2009  | Фінал                | 5  | 2  | 2  | 1  | 13 | 7  |
| 2010  | Півфінал             | 4  | 1  | 1  | 2  | 5  | 7  |
| 2011  | Елітний раунд        | —  | —  | —  | —  | —  | —  |
| 2012  | Півфінал             | 4  | 2  | 1  | 1  | 6  | 5  |
| 2013  | Елітний раунд        | —  | —  | —  | —  | —  | —  |
| 2014  | Елітний раунд        | —  | —  | —  | —  | —  | —  |
| 2015  | Елітний раунд        | —  | —  | —  | —  | —  | —  |
| 2016  | Півфінал             | 4  | 3  | 0  | 1  | 7  | 5  |
| 2017  | Чемпіон              | 5  | 5  | 0  | 0  | 10 | 2  |
| 2018  | Груповий етап        | 4  | 1  | 1  | 2  | 4  | 11 |
| 2019  | Елітний раунд        | —  | —  | —  | —  | —  | —  |
| 2020  | Скасовано            | —  | —  | —  | —  | —  | —  |
| 2021  | Скасовано            | —  | —  | —  | —  | —  | —  |
| 2022  | Чемпіон              | 5  | 5  | 0  | 0  | 12 | 2  |
| 2023  | Елітний раунд        | —  | —  | —  | —  | —  | —  |
| 2024  | Перший груповий етап | —  | —  | —  | —  | —  | —  |
| 2025  | Груповий етап        | 3  | 0  | 2  | 1  | 9  | 11 |
| Разом | 12/22                | 48 | 23 | 12 | 13 | 87 | 71 |

## Досягнення
- Юнацький чемпіонат Європи:
  -  Чемпіон (11): 1948, 1963, 1964, 1971, 1972, 1973, 1975, 1980, 1993,[1] 2017, 2022
  -  Віце-чемпіон (5): 1958, 1965, 1967, 2005, 2009